# آلبرت رابینسون (بازیکن فوتبال، زاده ۱۹۱۳)
آلبرت رابینسون (انگلیسی: Albert Robinson؛ 1913 – unknown) بازیکن فوتبال بود.
از باشگاه‌هایی که در آن بازی کرده‌است می‌توان به باشگاه فوتبال منزفیلد تاون اشاره کرد.